# Championnat d'Égypte de basket-ball
Le championnat d'Égypte de basket-ball est la première division du championnat d'Égypte de basket-ball masculin. Il est organisé par la Fédération égyptienne de basket-ball et regroupe les meilleures équipes du pays.

## Palmarès
- 1973 : Gezira Sporting Club
- 1974 : Zamalek Sporting Club
- 1975 : Zamalek Sporting Club
- 1976 : Zamalek Sporting Club
- 1977 : Zamalek Sporting Club
- 1978 : Zamalek Sporting Club
- 1979 : Al Ittihad Alexandria SC
- 1980 : Zamalek Sporting Club
- 1981 : Zamalek Sporting Club
- 1982 : Al Ittihad Alexandria SC
- 1983 : Al Ittihad Alexandria SC
- 1984 : Al Ittihad Alexandria SC
- 1985 : Annulé
- 1986 : Al Ittihad Alexandria SC
- 1987 : Al Ittihad Alexandria SC
- 1988 : Zamalek Sporting Club
- 1989 : Al Ahly
- 1990 : Al Ittihad Alexandria SC
- 1991 : Zamalek Sporting Club
- 1992 : Al Ittihad Alexandria SC
- 1993 : Gezira Sporting Club
- 1994 : Gezira Sporting Club
- 1995 : Al Ittihad Alexandria SC
- 1996 : Annulé
- 1997 : Zamalek Sporting Club
- 1998 : Zamalek Sporting Club
- 1999 : Al Ittihad Alexandria SC
- 2000 : Al Ahly
- 2001 : Al Ahly
- 2002 : Gezira Sporting Club
- 2003 : Zamalek Sporting Club
- 2004 : Gezira Sporting Club
- 2005 : Gezira Sporting Club
- 2006 : Gezira Sporting Club
- 2007 : Zamalek Sporting Club
- 2008 : Gezira Sporting Club
- 2009 : Al Ittihad Alexandria SC
- 2010 : Al Ittihad Alexandria SC
- 2011 : Gezira Sporting Club
- 2012 : Al Ahly
- 2013 : Sporting Club d'Alexandrie
- 2014 : Gezira Sporting Club
- 2015 : Sporting Club d'Alexandrie
- 2016 : Al Ahly
- 2017 : Gezira Sporting Club
- 2018 : Sporting Club d'Alexandrie
- 2019 : Zamalek Sporting Club
- 2020 : Al Ittihad Alexandria SC
- 2021 : Zamalek Sporting Club
- 2022 : Al Ahly
- 2023 : Al Ahly
- 2024 : Al Ittihad Alexandria SC
- 2025 : Al Ahly

## Bilan par club
| Club                       | Titres | Années                                                                                   |
| -------------------------- | ------ | ---------------------------------------------------------------------------------------- |
| Zamalek Sporting Club      | 15     | 1974, 1975, 1976, 1977, 1978, 1980, 1981, 1988, 1991, 1997, 1998, 2003, 2007, 2019, 2021 |
| Al Ittihad Alexandria SC   | 14     | 1979, 1982, 1983, 1984, 1986, 1987, 1990, 1992, 1995, 1999, 2009, 2010, 2020, 2024       |
| Gezira Sporting Club       | 11     | 1973, 1993, 1994, 2002, 2004, 2005, 2006, 2008, 2011, 2014, 2017                         |
| Al Ahly                    | 8      | 1989, 2000, 2001, 2012, 2016, 2022, 2023, 2025                                           |
| Sporting Club d'Alexandrie | 3      | 2013, 2015, 2018                                                                         |